# 여의도고등학교
여의도고등학교(汝矣島高等學校)는 대한민국 서울특별시 영등포구 여의도동에 있는 공립 고등학교이다.

## 학교 연혁
- 1972년 6월 1일 : 문교행 10-1호로 여의도고등학교 설립인가
- 1972년 9월 1일 : 초대 최낙구 교장 취임
- 1972년 12월 29일 : 고등학교 30학급 인가
- 1972년 12월 29일 : 신축 교사 준공(32실), 교지 6000평
- 1973년 3월 3일 : 개교 1학년 10학급
- 1974년 12월 28일 : 주간 36학급, 야간 24학급 전 60학급 인가
- 1976년 1월 10일 : 제1회 졸업식
- 1976년 1월 20일 : 야간 폐지, 주간 36학급으로 감축 인가
- 1979년 1월 11일 : 남녀공학으로 학칙 개정
- 1981년 11월 12일 : 약시학급 3학급 증설 45학급 인가
- 1985년 2월 28일 : 6학급 감축 인가(여자학급 폐지)
- 2002년 6월 11일 : 진리탐구관 준공
- 2011년 8월 28일 : 급식실 및 학생식당 준공
- 2020년 9월 1일 : 제16대 전병화 교장 취임
- 2021년 2월 4일 : 제46회 졸업식(남 251명) (누적 27,771명)

## 참고 자료
- 여의도고등학교 - 한국교육학술정보원 학교알리미